# Neckarelz
Neckarelz is een plaats in de Duitse gemeente Mosbach, deelstaat Baden-Württemberg, en telt 6500 inwoners.